# Leopold Redl
Leopold Redl (* 1. August 1906 in Wien; † 5. Dezember 1986 ebenda) war ein österreichischer Turner.

## Leben
Leopold Redl startete bei den Olympischen Sommerspielen 1936 in Berlin an allen Geräten. Sein bestes Resultat erzielte er mit Rang 56 im Sprung-Wettkampf. Im Mannschaftsmehrkampf belegte er mit dem österreichischen Team den elften Platz.